# Caso Ucrania contra la Federación Rusa (2022)
El caso Ucrania contra la Federación Rusa (Alegaciones de genocidio en virtud de la Convención para la Prevención y la Sanción del Delito de Genocidio) es un caso presentado ante la Corte Internacional de Justicia (CIJ), el principal órgano judicial de las Naciones Unidas. Fue presentado por Ucrania el 26 de febrero de 2022 contra Rusia tras la invasión de esta última en relación con un litigio sobre la Convención para la Prevención y la Sanción del Delito de Genocidio de 1948. El 16 de marzo de 2022 la Corte dictaminó que Rusia debía «suspender inmediatamente las operaciones militares» en Ucrania.

## Solicitud
Ucrania presentó el argumento, contrariamente a las acusaciones de Rusia, de que no existe un genocidio en las regiones de Lugansk y Donetsk, al este del país. Rusia reconoció la independencia de la República Popular de Lugansk y la República Popular de Donetsk sobre la base de las acusaciones de genocidio, y posteriormente invocó las mismas acusaciones para comenzar una «operación militar especial» en el país. Ucrania presentó una solicitud ante la Corte Internacional de Justicia buscando que esta determinara que Rusia no tiene base legal para «tomar medidas en y contra Ucrania con el fin de prevenir y castigar cualquier supuesto genocidio».
Ucrania también acusó a Rusia de planear «actos de genocidio en Ucrania» y aseguró que las Fuerzas Armadas de Rusia "mataron e hirieron gravemente intencionalmente a miembros de nacionalidad ucraniana", de conformidad con el artículo II de la Convención para la Prevención y la Sanción del Delito de Genocidio.

## Audiencia
Las audiencias iniciales del caso se llevaron a cabo el 7 de marzo de 2022 en el Palacio de la Paz de La Haya, donde se encuentra el tribunal.

### Posición de Rusia
La portavoz del Ministerio de Asuntos Exteriores de Rusia, María Zajárova, afirmó que la Corte de la ONU no tenía la jurisdicción para considerar el caso.
Los representantes de Rusia no se presentaron a la audiencia del 7 de marzo, pero presentaron su posición por escrito, indicando que lo hacían por respeto a la Corte. En su respuesta, Rusia señaló que la cuestión planteada por Ucrania sobre legalidad de su uso de la fuerza no es competencia de la Corte, ya que la Convención para la Prevención y la Sanción del Delito de Genocidio no regula las acciones armadas de los estados entre sí. Así mismo, Rusia afirmó haber basado sus acciones principalmente en los artículos de la Carta de las Naciones Unidas sobre el derecho a la autodefensa y el derecho de las naciones a la autodeterminación, e insistió en que sus acusaciones de genocidio no fueron primordiales al momento de decidir realizar una operación especial.

### Resultados
El 16 de marzo de 2022, la Corte Internacional de Justicia dictaminó con una votación de 13 a favor y 2 en contra que Rusia debía "suspender inmediatamente las operaciones militares" en Ucrania. Xue Hanqin y Kirill Gevorgian fueron los únicos en votar en contra. Todos los jueces pidieron unánimemente que "ambas partes se abstengan de cualquier acción que pueda agravar o extender la disputa ante el Tribunal o hacerla más difícil de resolver".
Además de un breve resumen de su fallo, la Corte emitió un documento de 20 hojas explicando su razonamiento. Seis jueces presentaron declaraciones individuales explicando sus puntos de vista personales sobre el caso, incluyendo a Gevorgian y Xue.

### Sentencia judicial
La Corte estableció que tenía jurisdicción para revisar casos en virtud del artículo IX de la Convención para la Prevención y la Sanción del Delito de Genocidio, que faculta a la Corte para interpretar la aplicación de la Convención. La Corte explicó que el artículo IX se aplica porque Rusia y Ucrania tienen una disputa sobre si se está produciendo un genocidio en Donetsk y Lugansk.
La Corte dictaminó que Ucrania era elegible para solicitar el derecho a medidas provisionales. Se determinó que había un vínculo plausible entre los derechos reivindicados por Ucrania en virtud de la Convención sobre el Genocidio y la principal medida provisional que buscaba, la "suspensión inmediata de las operaciones militares de Rusia". También concluyó que faltaba dicho vínculo en otras dos medidas solicitadas por Ucrania, las cuales eran el derecho a "no ser objeto de una acusación falsa de genocidio" y el derecho a "no ser objeto de operaciones militares de otro Estado sobre la base de un abuso de la Convención sobre el Genocidio. La Corte declaró que Ucrania "tiene un derecho razonable a no aceptar acciones militares por parte de la Federación Rusa con el fin de prevenir y castigar un supuesto genocidio" en su territorio.
Al final, La Corte dictaminó que la situación en Ucrania era lo suficientemente urgente como para justificar medidas provisionales. Al respecto, la Corte considera que la población civil afectada por el conflicto es extremadamente vulnerable.

## Reacciones
Poco después de que se publicara la sentencia, el presidente de Ucrania Volodímir Zelenski elogió el fallo como una victoria total para su país, comentando que "ignorar la orden aislaría aún más a Rusia". El secretario general de la ONU António Guterres declaró que la decisión reforzaba sus reiterados llamamientos a la paz.
El siguiente día, los ministros de Relaciones Exteriores del G-7 emitieron una declaración conjunta en la que se acusaba a Rusia de librar una "guerra vergonzosa y no provocada" y pedía a Rusia que acatara el fallo de la Corte Internacional de Justicia. El secretario de prensa de la presidencia rusa Dmitri Peskov rechazó la sentencia, y dijo que Rusia no podía "tomar esta decisión en cuenta" y que, sin el consentimiento de ambas partes, la sentencia no era válida.
Luego de una cumbre extraordinaria en Bruselas, los líderes de la OTAN emitieron una declaración conjunta condenando los ataques rusos contra civiles y solicitando a Rusia que suspenda inmediatamente las operaciones militares según lo ordenado por la corte.